# Historia del juego

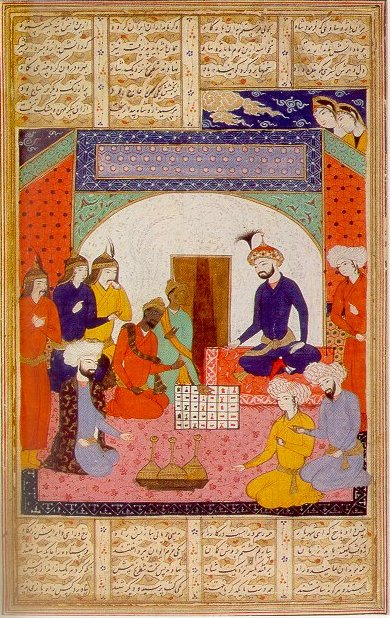
Ilustración del manuscrito persa, «Un tratado de ajedrez». Los embajadores de la India entregan el Chaturanga a Cosroes I Anushirwan, «Alma Inmortal», rey de Persia.

La historia de los juegos sociales comienza hace unos 5000 años. Los juegos son una parte integral  de todas las  culturas y son una de las formas más viejas de interacción social humana. Las expresiones formalizadas del juego permiten a las personas ir más allá de la imaginación inmediata y la actividad física directa. Entre sus características comunes se incluyen la incertidumbre del resultado, las reglas consensuadas, la competencia, la separación de lugares y tiempos, elementos de ficción, elementos de azar, objetivos preestablecidos y el disfrute personal.
Los juegos capturan las ideas y cosmovisiones de sus culturas. Eran importantes como eventos culturales y de formación de vínculos sociales, como herramientas de enseñanza y como marcadores de estatus social. También se ofrecían como regalos para la realeza y la élite. Juegos como Senet y el Juego de pelota mesoamericano estaban a menudo imbuidos de significado religioso, mítico y ritual. Los juegos como el Chaupar y La Mansión de la Felicidad se usaron para enseñar lecciones espirituales y éticas  fueron vistos como una forma de desarrollar el pensamiento estratégico y la habilidad mental.
En su libro de 1938, Homo Ludens, el historiador cultural holandés Johan Huizinga argumentó que los juegos son una condición primaria de la generación de culturas humanas. Huizinga vio el juego como algo que «es más antiguo que la cultura, ya que la cultura, aunque se define de manera inadecuada, siempre presupone la sociedad humana, y los animales no han esperado que el hombre les enseñe su interpretación.» Huizinga consideró a los juegos como el punto de partida para actividades humanas complejas, como el lenguaje,el derecho, la guerra, la filosofía y el arte.

## Pre-Moderno
Algunas de las herramientas de juego prehistóricas y antiguas más comunes estaban hechas de hueso. Los huesos del astrágalo de animales con pezuñas se han encontrado con mucha más frecuencia que otros huesos en excavaciones arqueológicas relacionadas con el período que comienza en el 5.000 a. de C. El astrágalo, al ser casi simétrico, tiene solo cuatro lados sobre los que puede descansar y es un ejemplo temprano de los juegos de azar. Se han encontrado en todo el mundo y son los antepasados de las tabas, las matatenas y de los juegos de dados. Estos huesos también se usaban a veces para funciones oraculares y adivinatorias. Otros implementos podrían haber incluido conchas, piedras y palos..
En las civilizaciones antiguas no había una distinción clara entre lo sagrado y lo profano. Según Durkheim, los juegos se fundaron en un entorno religioso y fueron la piedra angular de la vinculación social.

### Mesopotamia y el mundo mediterráneo
Una serie de 49 pequeñas piedras talladas pintadas fueron encontradas hace 5.000 años Başur Höyük entierro montículo en al sureste de Turquía podría representar las primeras piezas de juego encontradas. Las piezas similares han sido encontradas en Siria e Irak y parecen apuntar a los juegos de mesa que se originaron en la Media Luna Fértil. Los primeros juegos de mesa parecen haber sido un pasatiempo para la élite y, a veces, fueron dados como obsequios diplomáticos.
El Juego Real de Ur, o el juego de Veinte Plazas estuvo jugado con un conjunto de peones en un tablero ricamente decorado y data de aproximadamente 3000 a. C. Ha sido un juego de carrera  que empleaba un conjunto de  dados knucklebone. Este juego era también sabido y jugado en Egipto. Un tratado babilónico sobre el juego escrito en una tablilla muestra que el juego tenía un significado astronómico y que también podría usarse para contar la fortuna. . El juego Ur también fue popular entre las clases bajas, como lo atestigua una versión de grafiti del juego de 2.700 años de antigüedad, rascado en una puerta de entrada a un palacio en Khorsabad. Los juegos similares han sido encontrados en Irán, Crete, Chipre, Sri Lanka y Siria. Excavaciones en Shahr-e Sukhteh ("La Ciudad Quemada") en Irán ha mostrado que el juego también ha existido allí alrededor 3000 a. C. Los artefactos incluyen dos dados y 60 fichas. Juegos como Nard y el juego Romano Ludus Duodecim Scriptorum (juego de 12 puntos, también conocido como simplemente "dados", lat. "alea") puede haberse desarrollado a partir de este juego iraní. El juego bizantino Tabula es un descendiente del juego de doce puntos.
Entre los ejemplos más tempranos de un juego de mesa es senet, un juego encontrado en Predynastic y Primeros sitios de entierro de la Dinastía en Egipto (circa 3500 a. C. y 3100 a. C. respectivamente) y en los jeroglíficos que datan a alrededor 3100 a. C.. El juego se jugaba moviendo dibujantes en un tablero de 30 casillas dispuestas en tres filas paralelas de diez casillas cada una. Los jugadores movieron estratégicamente sus piezas en función del lanzamiento de palos o huesos. El objetivo era llegar primero al borde del tablero. Senet evolucionó lentamente con el tiempo para reflejar las creencias religiosas de los egipcios. Las piezas representaban almas humanas y su movimiento se basaba en el viaje del alma en el más allá. Cada cuadro tenía un significado religioso distinto, y el cuadro final estaba asociado con la unión del alma con el dios sol. Re-Horakhty. Senet también puede haber sido utilizado en un contexto religioso ritual.
El otro ejemplo de un juego de mesa en Egipto antiguo es “Hounds y Chacales”, también conocido como 58 hoyos. Los sabuesos y los chacales aparecieron en Egipto, alrededor del año 2000 aC y fueron principalmente populares en el Imperio Medio. El juego se extendió a Mesopotamia a fines del tercer milenio antes de Cristo y fue popular hasta el primer milenio antes de Cristo. Se han descubierto más de 68 tableros de juego de perros y chacales en las excavaciones arqueológicas en varios territorios, incluidos Siria (Dice Ajlun, Ras el-Ain, Khafaje), Israel (Tel Beth Shean, Gezer), Irak (Uruk, Nippur, Ur, Nineveh, Ashur, Babilonia), Irán (Tappeh Sialk, Susa, Luristan), Turquía (Karalhuyuk, Kultepe, Acemhuyuk), Azerbaiyán (Gobustan ) y Egipto (Buhen, El-Lahun, Sedment). Fue un juego de carreras para dos jugadores. El tablero de juego constaba de dos juegos de 29 hoyos. Se usaron diez clavijas pequeñas con chacal o cabezas de perro para jugar. Se cree que el objetivo del juego era comenzar en un punto del tablero y alcanzar todas las figuras en el otro punto del tablero.
En Grecia Antigua y en el Imperio Romano, los juegos populares incluyeron juegos de pelota (Episkyros, Harpastum, Expulsim Ludere - una clase de balonmano), juegos de dados (Tesserae), knucklebones, juegos de Oso, tres en línea (Terni Lapilli), Nueve hombres,  morris (mola) y varios tipos de los juegos de mesa similares a las damas. Tanto Platón como Homero mencionan juegos de mesa llamados 'petteia' (juegos jugados con pessoi ', es decir,' piezas 'u' hombres '). Según Platón, todos son de origen egipcio. El nombre 'petteia' parece ser un término genérico para juego de mesa y se refiere a varios juegos. Uno de esos juegos se llamaba 'poleis' (ciudades estados) y era un juego de batalla en un tablero a cuadros.
Los romanos jugaron una derivación de 'petteia' llamada 'latrunculi' o Ludus latrunculorum (los soldados o los bandidos). Lo menciona por primera vez Varro (116–27 a. C.) y aludido por Marcial y Ovid. Este juego fue extremadamente popular y se extendió por toda Europa por los romanos. Se han encontrado tablas hasta Gran Bretaña Romana. Era un juego de guerra para dos jugadores e incluía moverse por mostradores que representaban a soldados, con el objetivo de obtener una de las piezas del adversario entre dos de los propios.

### Oriente Medio
Después de la conquista musulmana de Persia (638-651) Shatranj se extendió al mundo árabe. Mientras que los juegos de ajedrez preislámicos representaban elefantes, caballos, reyes y soldados; La prohibición islámica contra el culto a la imagen condujo a una abstracción creciente en el diseño de juegos de ajedrez. Las piezas de ajedrez islámicas eran, por lo tanto, simples formas cilíndricas y rectangulares. El juego se hizo inmensamente popular durante Abbasid Caliphate del siglo IX. El Abbasid Califas Harun al-Rashid y Al-Ma soyun eran ávidos jugadores de Shatranj. Durante este periodo los ajedrecistas musulmanes publicaron varios tratados sobre problemas ajedrecísticos (mansubat) y aperturas ajedrecísticas (ta'biyat). Jugadores de élite como Al-Adli, al-Suli y Ar-Razi fueron llamados aliyat o "grandes" y jugaron en las cortes del Califas y escribieron sobre el juego. Al-Adli (800-870) es conocido por escribir Kitab ash-shatranj (libro de ajedrez), un trabajo integral sobre el juego, que incluye historia, aperturas, finales y problemas de ajedrez. Al-Adli también desarrolló un sistema para clasificar jugadores. Durante el reinado de la Turko-Mongol conquistadora Timur (1336–1405), una variante del ajedrez conocida comoTamerlane fue desarrollado y algunas fuentes lo atribuyen al propio Timur quién era conocido por ser un fanático del juego.
Varios juegos en la familia de Mesas también fueron muy populares y se conocen como ifranjiah en árabe (que significa "franco") y como Nard en Irán. Muchos de los primeros textos árabes que se refieren a estos juegos a menudo debaten la legalidad y la moralidad de jugarlos. Este debate se resolvió en el siglo VIII cuando las cuatro escuelas de jurisprudencia musulmanas declararon que eran Haraam (prohibidos), sin embargo todavía se juegan hoy en muchos países árabes. Otros juegos populares incluidos son Mancala y Tâb.
Polo (persa: chawgan, árabe: sawlajan) se jugó por primera vez en Sassanid Persia. Pasó de Sassanid Persia al vecino Imperio bizantino en una fecha temprana, y un Tzykanisterion (estadio para jugar polo) estuvo construido por emperador Theodosius II (r. 408–450) dentro del Palacio Grande de Constantinople. Después de las conquistas musulmanas,  pasó al Ayyubid y Mameluke dinastías,cuyas élites lo favorecieron por encima de todos los demás deportes. Notables sultans como Saladin y Baybars eran conocidos por jugarlo y alentarlo en su corte.
Jugando fueron importados de Asia e India y fueron populares durante Mamluk Egipto, con palos de polo, monedas, espadas y tazas como trajes..

### India
El uso de dados cúbicos y oblongos era común en el valle de india  Harappan civilización (2300 a. C.). La primera mención textual de los juegos en la India es la Aparejo-Veda mención del uso de dados (c. 1000 a. C.). Textos como el Mahabharata indican que los juegos de dados eran populares entre los reyes y la realeza, y también tenían fines ceremoniales. Las conchas también fueron ampliamente utilizadas.
Otra referencia temprana es la lista  de  juegos de Buddha (circa 500 BC) que es una lista  del Pali Canon que los monjes budistas tenían prohibido jugar. Esta lista menciona juegos en tableros con 8 o 10 filas (Ashtapada y Daśapada), juegos que utilizan diagranas en piso (un juego llamado Parihâra-patham es similar a hop-scotch), juegos de dados y juegos de pelota. Ashtapada Y Daśapada eran juegos de carrera.
Chaturanga (que significa 'cuadripartito' y también 'ejército''), el predecesor del ajedrez, posiblemente desarrollado en el subcontinente Indio o Asia Central durante el Kushan (30–375 d. C.) o Gupta (320–550 d. C.) períodos de una amalgama de otras características del juego y se transmitió a Sassanid Persia (donde se conocía como Shatranj) y China a través de la Carretera de Seda. El texto más antiguo que menciona Chaturanga es el trabajo persa medio Wizârîshn î chatrang ud nîhishn î nêw-ardakhshîr (La explicación de Chatrang y la invención de Nard, c. 600 d. C.). Este texto cuenta la llegada de Chatrang a una embajada de 'Hind' durante el reinado de Khosrau I (531–579). El nombre 'Hind' era a menudo utilizado para referir a regiones orientales como Balochistan. Otro juego llamado Chaturaji fue similar pero jugó con cuatro lados de diferentes colores en lugar de dos, sin embargo, la fuente más antigua para este juego de tablero de cuatro lados es Al -Biruni, cerca del 1030 a. C. Historiadores del ajedrez como Yuri Averbakh han asumido que el juego de mesa griego petteia puedo haber tenido una influencia en el desarrollo de Chaturanga. Los juegos de Petteia  podrían haberse combinado con otros elementos en el Greco-Bactrian y Indo-Reinos griegos.
Juegos cruzados y circulares como Chaupar y Pachisi pueden ser juegos muy antiguos, pero hasta ahora su historia no se había establecido antes del siglo XVI. Chaupar era un juego de juego popular en el tribunal de Mughal emperador Akbar el Grande (1556-1605). El propio emperador era un fanático del juego y se sabía que jugaba en un patio de su palacio usando esclavos como piezas de juego.

### Asia del este
El juego de mesa chino extinto liubo fue inventado a más tardar a mediados del primer milenio antes de Cristo, y fue popular durante el periodo de Estados en guerra (476 a. C.- 221 a. C.) y la Dinastía Han (202 a. C.– 220 d. C.).  Aunque las reglas del juego se han perdido, aparentemente fue un juego de carrera no muy diferente a Senet en ese juego, las piezas se movían alrededor de un tablero usando palos lanzados para determinar el movimiento.
Go, también conocido como Weiqi, Igo, o Baduk (en chino, japonés, y coreano, respectivamente), se menciona por primera vez en el histórico annal Zuo Zhuan (c. siglo IV a. C.). También se menciona en el Libro XVII de la Analectas de Confucio y en dos de los libros de Mencio (Siglo III a. C.). En China antigua, Go fue uno de lascuatro artes cultivada del erúdito chino, junto con caligrafía, pintura y tocando el instrumento musical guqin, y los exámenes de habilidad en esas artes se utilizaron para calificar a los candidatos para el servicio en la burocracia. Go fue traído a Corea en el siglo II a. C. cuando la dinastía Han se expandió a la península coreana y llegó a Japón en el siglo V o VI d. C. y rápidamente se convirtió en un pasatiempo aristocrático favorito.
Ajedrez chino o Xiangqi parece haber sido jugado durante la  Dinastía Tang, cualquier certificación anterior es problemática. Se conocen varias piezas de Xiangqi de la dinastía Song del Norte (960-1126). No se sabe exactamente como se desarrolló Xiangqi. Otras variantes tradicionales del ajedrez asiático incluyen Shogi (Japón), Makruk (Tailandia), Janggi (Corea) y Sittuyin (Birmania).
Los naipes o las fichas se inventaron en China tan temprano como el siglo IX durante la Dinastía  Tang(618–907). La primera certificación inequívoca de naipes de papel data de 1294
El juego moderno de Dominó desarrollado a partir de los primeros juegos basados en fichas chinas. Lo que parece haber sido las primeras referencias a las fichas de juegos son menciones de kwat pai, o "fichas de hueso", utilizadas en los juegos de azar, en escritos chinos a más tardar en el año 900 d. C.  Las primeras referencias definitivas a las fichas de dominó chinas se encuentran en la literatura de la Dinastía Song (960-1279), mientras que las fichas de dominó estilo occidental son una variación más reciente, con los primeros ejemplos de diseño italiano de principios del siglo XVIII. El moderno juego de fichas Mahjong está basado en juegos de tarjeta chinos más viejos como Khanhoo, peng hu, y shi hu.
Los chinos premodernos también jugaron juegos como Cuju que era un juego de pelota y red similar al fútbol, y Chuiwan, que es similar al moderno golf.

### África
El más extendido de los juegos jas es Mancala.. Mancala es una familia de juegos de mesa que se juega en todo el mundo, a veces llamada "juegos de siebra" , o juegos de "contar y capturar, los cuales describen el juego. La palabra mancala:منقلة proviene delárabe naqala:نقلة significando literalmente "para mover". La evidencia más temprana de Mancala consiste en fragmentos de tableros de cerámica y varios cortes de roca encontrados en Aksumite en Etiopía, Matara (ahora en Eritrea), y Yeha (también en Etiopía), que han sido datados por arqueólogos entre los siglos VI y VII. Se conocen más de 800 nombres de juegos mancala tradicionales, y se han descrito casi 200 juegos inventados. Sin embargo, algunos nombres denotan el mismo juego, mientras que algunos nombres se usan para más de un juego. Hoy, el juego se juega en todo el mundo, con muchas variantes distintas que representan regiones diferentes del Tercer Mundo.

### América

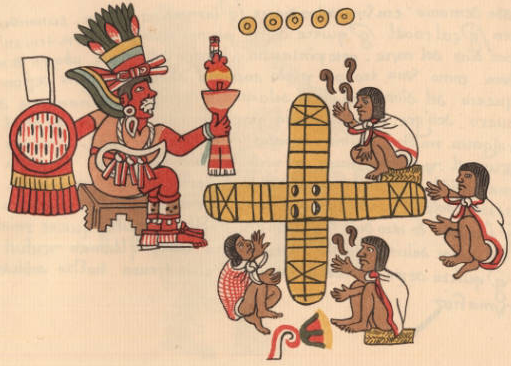
Imagen que representa un juego de patolli supervisado por el dios Macuilxochitl, de la página 048 del Códice Magliabecchiano

La arqueóloga Barbara Voorhies ha teorizado que una serie de agujeros en los suelos de arcilla dispuestos en forma de c en el sitio arqueológico de Tlacuachero en el estado mexicano de Chiapas pueden ser marcadores de juegos de dados de 5000 años de antigüedad. Si es así, esta sería la evidencia arqueológica más antigua para un juego en las Américas
Los Juegos de dados eran populares durante la América. Patolli fue uno de los juegos de mesa más populares jugados por los pueblos mesoamericanos como los Mayas, Toltecas y Aztecas,  era un juego de carreras  jugado con frijoles o dados en cuadrados y ovalados y el juego era un aspecto clave. Los pueblos andinos también jugaron un juego de dados llamado por Quechua palabra pichca o pisca.
Uno de los juegos de pelota conocidos en la historia es el Juego de pelota Mesoamericano (Ōllamaliztli en Nahuatl). Ōllamaliztli se jugó en el año 1.400 a. C. y tenía un significado religioso importante para el los pueblos mesoamericanos como los Mayas y Aztecas. El juego evolucionó con el tiempo, pero el objetivo principal era mantener en juego una pelota de goma sólida golpeándola con varias partes del cuerpo o con herramientas como raquetas. El juego pudo haber servido como proxy de la guerra y también tuvo una importante función religiosa. Los juegos de pelota formales se celebraron como rituales, a menudo con sacrificio humano, aunque también fue jugado por placer por niños e incluso mujeres..
Los pueblos indígenas de América del Norte jugaron varias clases de  juegos de tipo stickball, que son los antepasados  de los modernos Lacrosse. Los juegos de stickball tradicionales a veces eran eventos importantes que podían durar varios días. Participarían de 100 a 1,000 hombres de aldeas o tribus opuestas. Los juegos se jugaban en llanuras abiertas ubicadas entre las aldeas, y los objetivos podían variar de 500 yardas (460 m) a 6 millas (9.7 km) de distancia..

### Juegos europeos
Los juegos de Tafl eran una familia  de juegos de mesa germánicos y Celtas juegos de mesa jugados en gran parte del norte de Europa desde antes de 400 d. C. hasta el siglo XII. Aunque las reglas de los juegos nunca se registraron explícitamente, parece haber sido un juego con fuerzas desiguales (proporción 2: 1) y el objetivo de un lado era escapar al lado del tablero con un Rey mientras que el otro lado fue capturarlo. Tafl se extendió por los Vikingos en todo el norte de Europa, incluyendo Islandia, Gran Bretaña, Irlanda, y Lapland.
El ajedrez fue presentado al emirato ibérico de Córdoba en 822 durante el reinado de Abd ar-Rahman II. A mediados del siglo X se jugaba en la España cristiana, Italia y el sur de Alemania. En 1200, había llegado a Gran Bretaña y Escandinavia. Inicialmente, había muchos juegos de ajedrez locales diferentes con diferentes reglas o asistencias como el  ajedrez de corte corto, ajedrez de mensajería y Ajedrez de Dados.
Una fuente importante de juegos medievales es el Libro de los juegos, ("Libro de juegos"), o Libro de acedrex, dados e tablas, ("Libro de ajedrez, dados y mesas", en español viejo) el cual estuvo encargado por Alfonso X de Castilla, Galicia y León en 1283. El manuscrito contiene descripciones e ilustraciones de color de juegos de dados, Ajedrez y tabula, un predecesor de Backgammon. El libro retrata estos juegos dentro de un contexto astrológico, y algunas variantes del juego están diseñadas astronómicamente, como un juego titulado "ajedrez astronómico", jugado en un tablero de siete círculos concéntricos, divididos radialmente en doce áreas, cada una asociada con una constelación del Zodíaco. El simbolismo del texto indica que a algunos de estos juegos se les dio un significado metafísico. El ajedrez también fue utilizado para enseñar lecciones sociales y morales por el fraile dominico Jacobus de Cessolis en su Liber de moribus hominum et officiis nobilium super ludo scacchorum ('Libro de las costumbres de los hombres y los deberes de los nobles o el Libro del ajedrez'). Publicado alrededor de 1300, el libro fue inmensamente popular.
Otros juegos de mesa europeos premodernos incluyen Rithmomachy o "el juego de filósofos", Alquerque, Gansos & de Zorro, Nueve hombres  morris, Tragos, Nim, Coger la Liebre y el Juego del Ganso. Juegos de dados eran ampliamente jugados en todas partes Europa e incluido Hazard, Echar-un-suerte, Glückshaus, Cerrado la Caja y knucklebones.
Juegos de tarjeta primer llegados en Italia de Mamluk Egipto en el siglo XIV, con trajes muy similares a las Espadas, Clubes, Tazas y Monedas y aquellos todavía utilizados en italiano tradicional y cubiertas españolas. Los cuatro trajes más generalmente encontrados hoy (espadas, corazones, diamantes, y clubes) parece haberse originado en Francia hacia 1480. 1440 Italia vio surgimiento del tarot y esto llevó al desarrollo de juegos de cartas de Tarot como Tarocchini, Königrufen y el tarot francés. Las cubiertas también se usaban a veces para cartomancia.
Los juegos exteriores eran muy populares durante vacaciones y ferias y estuvo jugado por todas las  clases. Muchos de estos juegos son los predecesores de césped y deportes modernos. Boules, Billares de Césped (más tarde conocido como Billares), Bolos (un antepasado de los diez pines modernos Bowling), fútbol medieval, Kolven, Stoolball (un antepasado de Críquet), Jeu de paume (raqueta tenis), Herraduras y Quoits todos son anteriores a la era moderna temprana

## Juegos modernos

### Juegos de mesa profesionales

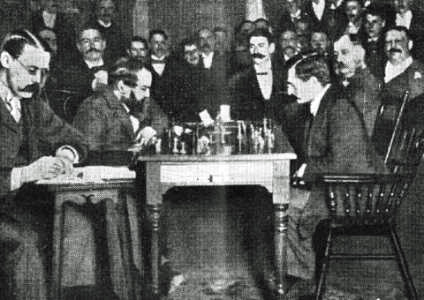
Wilhelm Steinitz (izquierda) y Emanuel Lasker (derecha) jugando por el Campeonato del mundo de ajedrez, Nueva York 1894.

Las reglas modernas del ajedrez empezaron tomar forma en España e Italia durante el siglo XV con la adopción de los movimientos estándar  de la Reina y del Obispo (inicialmente llamados  «ajedrez Reina Loca»). Los escritos sobre  la teoría del ajedrez también comenzaron a aparecer en el siglo XV con el primer texto como la Repetición de Amores y Arte de Ajedrez (Repetición de amor y el arte de jugar al ajedrez, 1497) del eclesiástico español Luis Ramírez de Lucena. Libros de ajedrez de autores como Ruy López de Segura y Gioachino Greco se estudió ampliamente. El ajedrez era el juego favorito  de Voltaire, Rousseau, Benjamin Franklin y Napoleón.
En 1851, el primer torneo de ajedrez se celebró en Londres y ganó Adolf Anderssen. Poco después del control de tiempo se adoptaron reglas de control para el juego competitivo.. El primer Campeonato de ajedrez Mundial Oficial se celebró en 1886 en los Estados Unidos y ganóWilhelm Steinitz. Para el siglo XX, el juego de ajedrez se había convertido en un deporte profesional con clubes de ajedrez, publicaciones, clasificaciones de jugador y torneos de ajedrez. La Federación Mundial de ajedrez (FIDE) estuvo fundada en 1924 en París.
Un número grande de variantes de ajedrez, con piezas variables, reglas, tableros y puntajes variables. Entre ellos son Kriegspiel, Capablanca Ajedrez, Alice Ajedrez, ajedrez Circular, ajedrez Tridimensional, Ajedrez Hexagonal, Ajedrez con ejércitos diferentes, y Bobby Fischer Ajedrecístico960.
En Japón, Go y Shogi se convirtieron en los principales juegos de mesa jugados a nivel profesional. Ambos juegos fueron promovidos en Japón por el Tokugawa shogunate en el siglo XII, y jugadores superiores (Meijin) recibieron dotaciones del gobierno. Durante el siglo XX se fundó la Asociación Shogi del Japón y la asociación Go de Japón, y empezaron a organizar torneos profesionales. Durante la dinastía Qing , muchos clubes Xiangqi  se formaron y publicaron libros. El chino Xiangqi se formó en 1962, y los torneos de Xiangqi se llevan a cabo en todo el mundo por asociaciones nacionales de Xiangqi.
En 1997 la primera Olimpiada de deportes mentales se celebró en Londres e incluyó juegos de mesa tradicionales y modernos. Otros juegos de mesa como Backgammon, Scrabble y el riesgo son también jugados profesionalmente por campeonatos mundiales dedicados.